# Juego 39

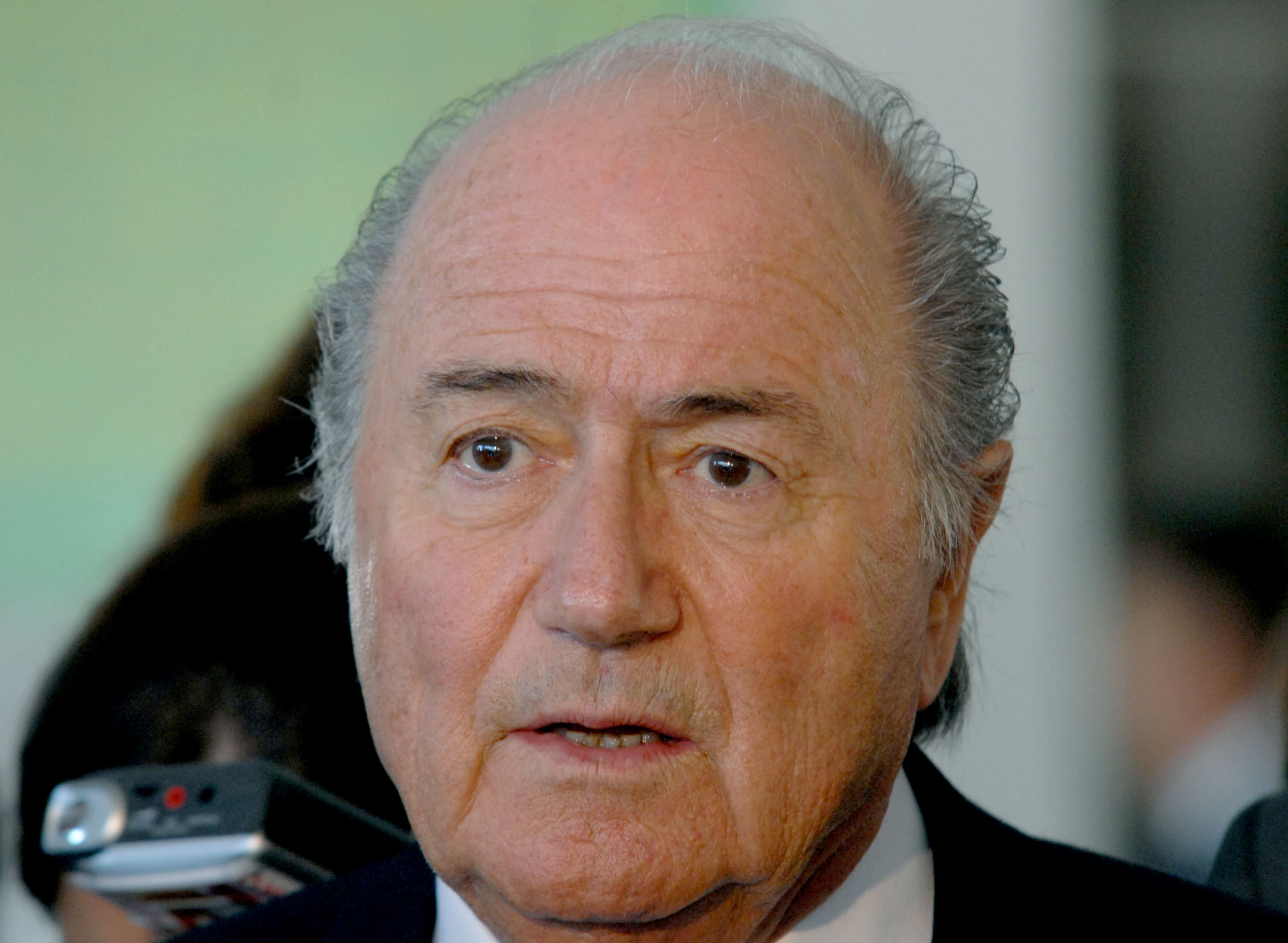
Joseph Blatter, presidente de la FIFA, se opuso fuertemente a esta propuesta.

La Jornada 39, Partido 39 (en inglés: Game 39) o la Ronda internacional es una propuesta  de la Premier League para jugar una jornada extra de la liga en un campo neutral fuera de Inglaterra.
La competición actualmente se juega con un formato de todos contra todos, en donde un equipo juega contra otros 19 en casa y de visitante dando un total de 38 partidos. Fue propuesta en una reunión de los 20 clubes el 7 de febrero de 2008, con vistas a introducirse en la temporada 2010-11. Unos meses más tarde se cambió de temporada para la 2013-14. Fue aprobada por la mayoría de clubes, pero algunos entrenadores de los clubes expresaron su oposición y no fue muy aceptada por los aficionados, que lo veían como una manera de obtener más dinero por parte de los fanáticos. Joseph Blatter expresó su negativa y señaló que esto podría afectar la candidatura de Inglaterra para la Copa del Mundo de 2018.

## Propuesta
La Premier League cuenta con 20 clubes miembros, cada uno jugando contra los otros una vez en casa y otra fuera para un total de 38 partidos por temporada. La propuesta preveía que cada equipo jugara un partido más, un total de diez partidos extra, durante un fin de semana en enero. Se jugarían dos partidos en cada una de las cinco ciudades, uno el sábado y otro el domingo. Las ciudades pujarían por el derecho a organizar partidos, pero no podrían especificar qué equipos participarían, y los partidos se llevarían a cabo en horarios de inicio escalonados, con sedes en diferentes zonas horarias, lo que haría posible en teoría proporcionar cobertura televisiva en directo de los diez encuentros.
La semana anterior a la ronda internacional estaría libre de partidos, para permitir el viaje y la aclimatación . La semana posterior a la ronda internacional, cada equipo se enfrentaría a uno de los equipos que habían jugado en la misma sede extranjera, para evitar cualquier desventaja para los equipos con un viaje de ida y vuelta más largo. Las sedes sugeridas para los partidos de la ronda internacional fueron Australia, Asia Oriental, Sudeste Asiático, los Estados del Golfo y América del Norte, todas regiones ricas donde el interés en el fútbol inglés es fuerte en relación con el nivel del juego doméstico. Las sedes tendrían un clima cálido y predecible, a diferencia de Inglaterra en enero.
El director ejecutivo de la Premier League, Richard Scudamore, dijo inicialmente que no habría más de una ronda internacional por temporada, afirmando: "Hago hincapié en que bajo mi supervisión, no habrá un partido número 40. El valor [de un partido número 39] está en su singularidad, en ese fin de semana de festival, por lo que no tiene sentido diluirlo". Posteriormente, sugirió que el plan inicial duraría entre seis y diez años y podría modificarse.

## Desarrollo
Los torneos Premier League Asia Trophy, iniciado en 2003, y el encuentro de fútbol americano Serie Internacional de la NFL jugado en el Estadio Wembley en Londres en 2007, eran eventos previos que inspiraron la propuesta de la Jornada 39. Rod Eddington lanzó la idea de una ronda internacional a la Premier League en otoño de 2007, quien era presidente de Victorian Major Events Company y amigo de Rupert Murdoch, dueño de Sky Sports y otras redes con derechos de transmisión de la Premier League. Se hizo una presentación al comité de auditoría y remuneración de la Premier League dos semanas antes del anuncio público. Un plan de negocios inicial predijo ganancias adicionales de la ronda internacional de entre £ 40 millones y £ 80 millones por año.
La Premier League creó un grupo de trabajo para negociar con las distintas partes interesadas. Inicialmente, afirmaron que, para seguir adelante con el plan, necesitaban únicamente el apoyo de la Asociación Inglesa de Fútbol y los órganos rectores del fútbol de los países de las ciudades anfitrionas. Intentó asegurar el apoyo de la Asociación Inglesa de Fútbol prometiendo reorganizar los partidos de los clubes para mayor comodidad de los jugadores convocados para el equipo de Inglaterra. Scudamore planeó reunirse con funcionarios del organismo rector mundial del deporte, la FIFA , antes de su reunión del comité ejecutivo en Zúrich el 14 de marzo de 2008. El 27 de febrero, después de varias semanas de reacciones mayoritariamente negativas, Scudamore acordó con Jérôme Valcke, secretario general de la FIFA, que la reunión se pospondría indefinidamente. La Premier League presentó esto como una oportunidad para repensar sus propuestas y dijo que no procedería sin la aprobación de la FIFA.
En mayo de 2008, Scudamore dijo a BBC Radio 5 Live que la propuesta "no estaba terminada", pero que la Liga "presentaría algo que cumpliera con más requisitos" para enero de 2009. En agosto de 2008, Scudamore dijo que la Liga tenía "una gran cantidad de ideas, algunas más radicales que otras, pero ninguna tan radical como el concepto original". En octubre de 2008, dijo que la Jornada 39 todavía era una posibilidad, aunque el momento de los contratos de televisión significaba que sería en la temporada 2013-14 como muy pronto. Un acuerdo en diciembre de 2008 entre la Premier League y la Confederación Asiática de Fútbol fue vinculado a la Jornada 39 por los medios.

## Reacciones

### En Inglaterra
David Gold, presidente del Birmingham City, respaldó el plan en parte porque los clubes más grandes ya han estado explotando los mercados extranjeros, con giras de pretemporada e incluso de mitad de temporada; la Jornada 39 distribuiría sus ingresos entre todos los clubes. El 15 de febrero, el director ejecutivo del Liverpool FC, Rick Parry, declaró que la propuesta "nunca había estado en la agenda del club" y reconoció la preocupación de los fanáticos y el gerente del club. Paul Hayward, en el periódico The Guardian, dijo que la propuesta destruiría el equilibrio de la liga de ida y vuelta. La Federación de Aficionados al Fútbol (FSF) condenó la propuesta por estar motivada por el dinero y la denominó Gam£39. En marzo de 2008, la FSF terminó su campaña de oposición declarando que la propuesta "efectivamente estaba muerta". Muchos fanáticos acérrimos que se enorgullecen de viajar a todos los partidos fuera de casa de sus equipos no habrían podido viajar al extranjero. Por otro lado, los lugares extranjeros exóticos podrían ser destinos más atractivos para los fanáticos que una ciudad inglesa mundana. Los gerentes de los clubes de la Premier League que se opusieron o se mostraron escépticos ante los planes incluyeron a Steve Bruce, Roy Hodgson, Gareth Southgate, y Rafael Benítez. Alex Ferguson criticó a los propietarios de los clubes por la falta de consulta con los gerentes. Arsène Wenger, Roy Keane, Kevin Keegan, y Avram Grant apoyaron la propuesta. También fue defendida como una medida para evitar los planes de una Liga Mundial que involucrara solo a clubes de élite como los que anteriormente estaban en el grupo G-14 . 
Andy Burnham, Secretario de Estado de Cultura, Medios de Comunicación y Deporte, advirtió que el fútbol no debería "olvidar sus raíces". Gordon Taylor, de la Asociación de Futbolistas Profesionales, expresó su preocupación por la creciente presión sobre los jugadores. El 15 de febrero, la Asociación Inglesa de Fútbol expresó "serias reservas" de que la propuesta pudiera dañar la candidatura de Inglaterra para albergar la Copa Mundial de 2018. Una reunión de la junta directiva de la Asociación Inglesa de Fútbol el 21 de febrero concluyó que el plan era "insostenible en su formato actual".

### Internacional
La propuesta fue condenada por Joseph Blatter, presidente de la FIFA, quien dijo que desacreditaba el juego, afectaría negativamente la candidatura de Inglaterra para la Copa Mundial de 2018, y que "el fútbol no puede ser como los Harlem Globetrotters o un circo". Michel Platini, del organismo rector europeo del deporte, la UEFA, lo calificó de "idea sin sentido". La Asociación de Fútbol de Corea del Sur expresó fuertes reservas y la Asociación de Fútbol de Japón se opuso al plan, aunque las FA de Oriente Medio fueron más positivas. En febrero de 2008, el presidente de la Confederación Asiática de Fútbol, Mohammed Bin Hammam, dijo que "votaría firmemente en contra" de la propuesta;  en junio estaba dispuesto a reconsiderar si el plan tenía el apoyo de la Asociación Inglesa de Fútbol; en octubre dijo que lo acogería con agrado si la Liga compartía los ingresos con la CAF. La Asociación de Fútbol de Hong Kong dijo que estaba muy interesada en albergar partidos. La Federación Australiana de Fútbol dijo que se opondría si afectara a su propia A-League. Ivan Gazidis, comisionado adjunto de la estadounidense Major League Soccer (MLS), dijo que acogería con agrado el plan si tuviera la aprobación de la FIFA. Sunil Gulati, presidente de la Federación de Fútbol de los Estados Unidos, dijo que se dejaría guiar por la FIFA sobre la aprobación de cualquier partido.

## Secuelas
Desde 2013, Relevent Sports organiza la International Champions Cup, una serie de partidos de verano entre equipos de la Premier League y otros equipos europeos de primer nivel, que se celebran en mercados extranjeros, incluidos Asia y América del Norte. En agosto de 2018, Relevent anunció una asociación con La Liga en virtud de la cual se organizaría un partido de la temporada regular en los Estados Unidos. La propuesta fue comparada con la Jornada 39 en The Guardian por Ed Aarons, quien especuló que la oposición de los fanáticos españoles podría detener el plan de Relevent y que Relevent podría buscar un acuerdo similar con la Premier League. La Real Federación Española de Fútbol ha celebrado su Supercopa en el extranjero desde 2018, pero impide que los partidos de La Liga se celebren fuera de España. En 2019, US Soccer se negó a sancionar partidos de ligas extranjeras en territorio estadounidense, de acuerdo con una política de la FIFA de 2018. Relevent demandó bajo la Ley Antimonopolio Sherman y en 2024 la FIFA acordó considerar cambiar su política.
En septiembre de 2021, la Premier League le dijo a Sky Sports que "no hay planes para extender la temporada de la Premier League a 39 jornadas y jugar partidos en el extranjero", pero hubo propuestas iniciales para "hacer que los partidos de pretemporada sean más competitivos, al mismo tiempo que se abren potencialmente nuevos y lucrativos mercados internacionales". En 2023, Phil Murphy , gobernador de Nueva Jersey y ejecutivo de la Copa del Mundo de 2026 , dijo que "le encantaría pensar" que los partidos de la Premier League se jugarían en su estado, pero "los clubes no han estado muy entusiasmados" con la idea. El director ejecutivo de la Premier League, Richard Masters, dijo después de una reunión de ligas europeas en abril de 2024: "La puerta parece entreabierta potencialmente en Estados Unidos de todos modos, pero no es uno de nuestros planes actuales, realmente no lo es". En respuesta, la Asociación de Aficionados al Fútbol (FSA, sucesora de la FSF) prometió oponerse a cualquier medida de ese tipo.